# Alexandre Macheras
Alexandre Macheras est un ingénieur français né à Saint-Étienne dans le département de la Loire le 19 novembre 1868, et mort le 18 juillet 1923 à Paris. Il occupa pendant treize ans des postes de direction dans le domaine académique dans la province de Québec au Canada.

## Formation académique et activités en France
Il est ingénieur diplômé et médaillé de l'École nationale supérieure d'arts et métiers d'Aix en 1888.
Il occupe des postes techniques dans divers établissements. En 1891, il entre dans l'enseignement et est nommé chef des ateliers du fer à l'École technique de Saint-Étienne. Puis en 1893, il devient chef des travaux à l’École Nationale de Vierzon. En 1901, il a été directeur de l’École pratique d’industrie de Firminy en Loire,.
Il est reconnu pour avoir rendu de grands services dans l'organisation technique des Centres d'Appareillage en France.

## Responsabilités de direction académique dans la province de Québec
Sur une période de treize années dans la province de Québec et sous mandat du gouvernement du Québec, il occupa des postes de direction dans le domaine académique de 1908 à 1921, et possiblement jusqu'en 1923,.

### Inspecteur général des écoles techniques au Québec
Alexandre Macheras fut inspecteur général des écoles techniques de 1908 à 1920. À cette fonction, il participa à la fondations des écoles techniques de Montréal, de Québec, de Trois-Rivières et de Hull,,.

### Directeur de l'École technique de Montréal
Alexandre Macheras fut engagé en mai 1908 par le gouvernement du Québec pour devenir le premier principal de l'École technique de Montréal.
Il fut associé à la réalisation des plans et à la construction de la nouvelle École technique de Montréal et aussi de celle de Québec. À l'École technique de Montréal, les premiers élèves débutèrent les cours à l'automne 1911.
Il eut l'initiative d'inciter les diplômés des écoles techniques du Québec de se regrouper en associations. La première en 1916 fut l'Association des anciens élèves de l’École technique de Montréal; Puis l'année suivante en 1917, ce fut l'Association des anciens élèves des Écoles techniques de la province. Et cela amena en 1934 à la Corporation des Techniciens de la province de Québec,.
Il occupa le poste de premier directeur de l'École technique de Montréal jusqu'en 1920, poste auquel lui succéda l'ingénieur canadien-français Alphonse Bélanger.

### Directeur général de l’enseignement technique de la province de Québec
Alexandre Macheras fut nommé en 1918 le directeur général de l'enseignement technique dans la province de Québec,,.
Il fit la promotion de la construction d'écoles techniques dans les autres villes importantes du Québec dont la ville de Saint-Hyacinthe.
Il semble avoir conservé ce poste jusqu'en 1923, et l'ingénieur canadien français Augustin Frigon lui succédera,.

## Chevalier de la Légion d'honneur
Un décret du président de la République du 19 janvier 1922 le fit chevalier de la Légion d'honneur.

## Retour en France
À la suite de son retour en France en 1921(?), il fut nommé inspecteur technique au ministère des pensions pour toute la France,.